# Latria

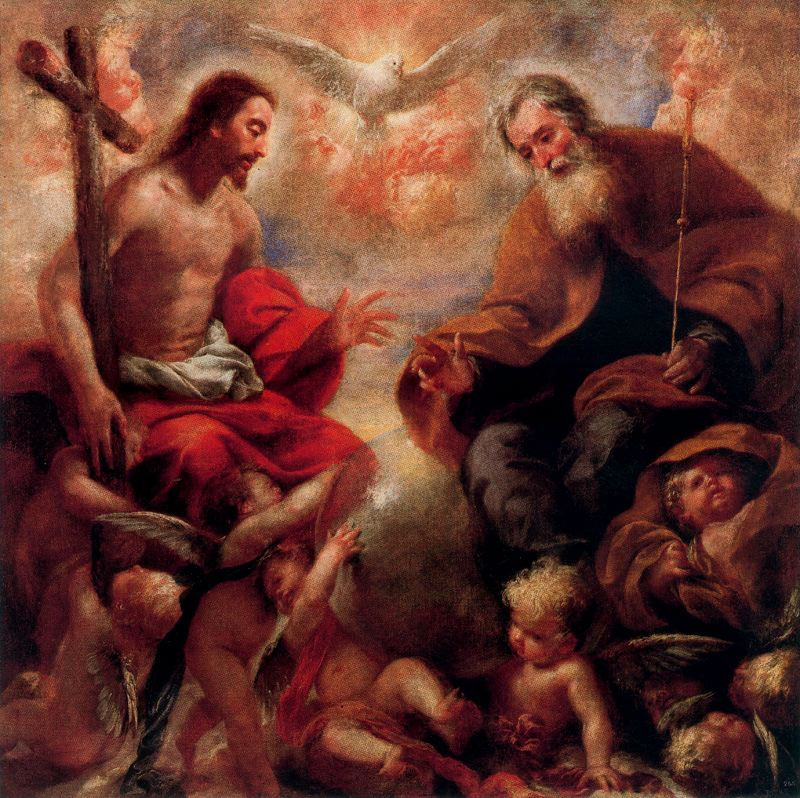
A Santíssima Trindade, retratada por Francesco Cairo (1630)

Do grego (λατρεια, "latreuo" que significa "adorar"), latria é um termo teológico utilizado pelas Igrejas Católica e Ortodoxa que significa o culto de adoração devida e dada somente a Deus, ou seja, à Santíssima Trindade (Pai, Filho e Espírito Santo).
Este culto a Deus é feito através da liturgia da palavra, que é o culto oficial e obrigatório da Igreja Católica, e também através da piedade popular, que é o culto católico privado. No campo da piedade popular, destacam-se as devoções feitas a Deus Pai (consagração do dia), a Jesus (visita ao Santíssimo Sacramento, a “via-sacra”, o Sagrado Coração de Jesus) e ao Espírito Santo (invocação). No campo da liturgia, destaca-se indubitavelmente a Missa, que é a celebração da Eucaristia e do Mistério Pascal de Jesus.
O termo Alatria refere-se à negação de adorar a Deus.
A latria diferencia-se da dulia, que é o culto de veneração prestado aos Santos, sendo a hiperdulia a veneração especial dedicada à Virgem Maria.